# Do the Bartman
Singles de Les Simpson
Deep, Deep Trouble
(1991)
Pistes de The Simpsons Sing the Blues
School Days (Ring! Ring! Goes the Bell)
(2)
Do the Bartman est un single de rap sorti en 1990. Nancy Cartwright, la voix originale de Bart Simpson en est l'interprète.
Le titre eu un grand succès dans de nombreux pays en atteignant la tête de certains classements musicaux (Australie, Nouvelle-Zélande, Norvège, ou encore Royaume-Uni, où il obtient un disque d'or pour 400 000 exemplaires vendus). Aux États-Unis, le single se classa à la 24e place du Hot 100 Airplay.
Le clip, réalisé par Brad Bird et chorégraphié par Michael Chambers, se déroule lors d'un spectacle de l'école élémentaire de Springfield où Bart, une nouvelle fois rebelle, fait irruption en rappant et dansant. Il est inspiré du style de Michael Jackson (cité à un moment par Bart) qui a d'ailleurs participé à la réalisation de la chanson.

## Participation de Michael Jackson
Michael Jackson, très grand fan de la série Les Simpson, aurait appelé Matt Groening afin de lui offrir un tube pour Bart, son personnage préféré. La chanson est coécrite par Michael Jackson et coproduite avec Bryan Loren, un ami, mais le nom de Jackson reste caché pour des questions de droits musicaux (le chanteur est en effet sous contrat avec le label Epic Records). De plus, Michael Jackson et Bryan Loren prêtent leurs voix dans les chœurs. 

## Liste des pistes
- 7" (45 tours) Single[2],[3]

1. Do the Bartman (7" House Mix/Edit) - 3:54
2. Do the Bartman (LP Edit) - 3:59

- CD Single

1. Do the Bartman (7" House Mix/Edit) - 3:54
2. Do the Bartman (LP Edit) - 3:59
3. Do the Bartman (Bad Bart House Mix) - 4:49
4. Do the Bartman (A Cappella) - 3:44

## Classements
| Classement (1990-1991)                 | Meilleure position |
| -------------------------------------- | ------------------ |
| Allemagne (Media Control AG)           | 5                  |
| Australie (ARIA)                       | 1                  |
| Autriche (Ö3 Austria Top 40)           | 17                 |
| Belgique (Flandre Ultratop 50 Singles) | 4                  |
| Norvège (VG-lista)                     | 1                  |
| Nouvelle-Zélande (RMNZ)                | 1                  |
| Pays-Bas (Nederlandse Top 40)          | 2                  |
| Suède (Sverigetopplistan)              | 3                  |
| Suisse (Schweizer Hitparade)           | 12                 |

## Autres participations de Michael Jackson auxSimpson
- L'année suivante, en 1991, lors de la saison 3 des Simpson, Jackson est encore là (sous le pseudonyme de John Jay Smith) pour prêter sa voix à Leon Kompowsky dans l'épisode Mon pote Michael Jackson et écrire la chanson Happy birthday Lisa. Dans cet épisode, c'est la vraie voix de Michael Jackson qui est présente, mais uniquement dans les dialogues, un autre chanteur prêtant sa voix sur titre Happy birthday Lisa[13]. Une version chantée par Jackson lui-même existe mais n'a jamais été commercialisée. Elle est apparue momentanément de façon pirate sur internet à la fin des années 1990, issue d'un CD test pressé en studio[14].

- Toujours en 1991, à la fin de la version longue du clip de Black or White, on peut voir un court extrait des Simpson avec Bart Simpson regardant le clip et Homer qui intervient pour éteindre le poste de télévision.